# Patrick Faure
Patrick Faure (* 12. Mai 1946 in Périgueux, Frankreich) ist Präsident bei Renault F1.
Patrick Faure absolvierte seinen Abschluss als Jurist am École nationale d’administration. 1977 fing Patrick Faure als Direktor der Niederlassung Toulouse bei Renault an. Vorher arbeitete er als Verwaltungsbeamter bei einer Pariser Bank sowie als Vorsitzender und Geschäftsführer bei Gelbon. 1986 nahm Faure die Stelle des neuen Vorsitzenden und Geschäftsführers von Renault Sport an. 1991 wurde er zudem zum Vize-Präsidenten des Renault-Konzerns im Bereich Vertrieb und Marketing ernannt. 1998 arbeitete Patrick Faure als Präsident im Bereich der Nutzfahrzeuge. Beim Wiedereinstieg von Renault in die Formel 1 im Jahr 2001 nahm Faure den Posten des Präsidenten und Geschäftsführers des Renault-F1-Teams an. Zum Jahresende 2004 gab er all seine Posten beim Renault-Konzern auf, um sich ausschließlich um seine Aufgaben als Präsident des Formel-1-Teams zu kümmern. Als dieser wurde er und sein Team 2005 und 2006 Konstrukteursweltmeister und der Renault-Pilot Fernando Alonso Fahrerweltmeister.
| Personendaten    | Personendaten                      |
| ---------------- | ---------------------------------- |
| NAME             | Faure, Patrick                     |
| KURZBESCHREIBUNG | französischer Motorsportfunktionär |
| GEBURTSDATUM     | 12. Mai 1946                       |
| GEBURTSORT       | Périgueux, Frankreich              |